# Jost Segesser von Brunegg

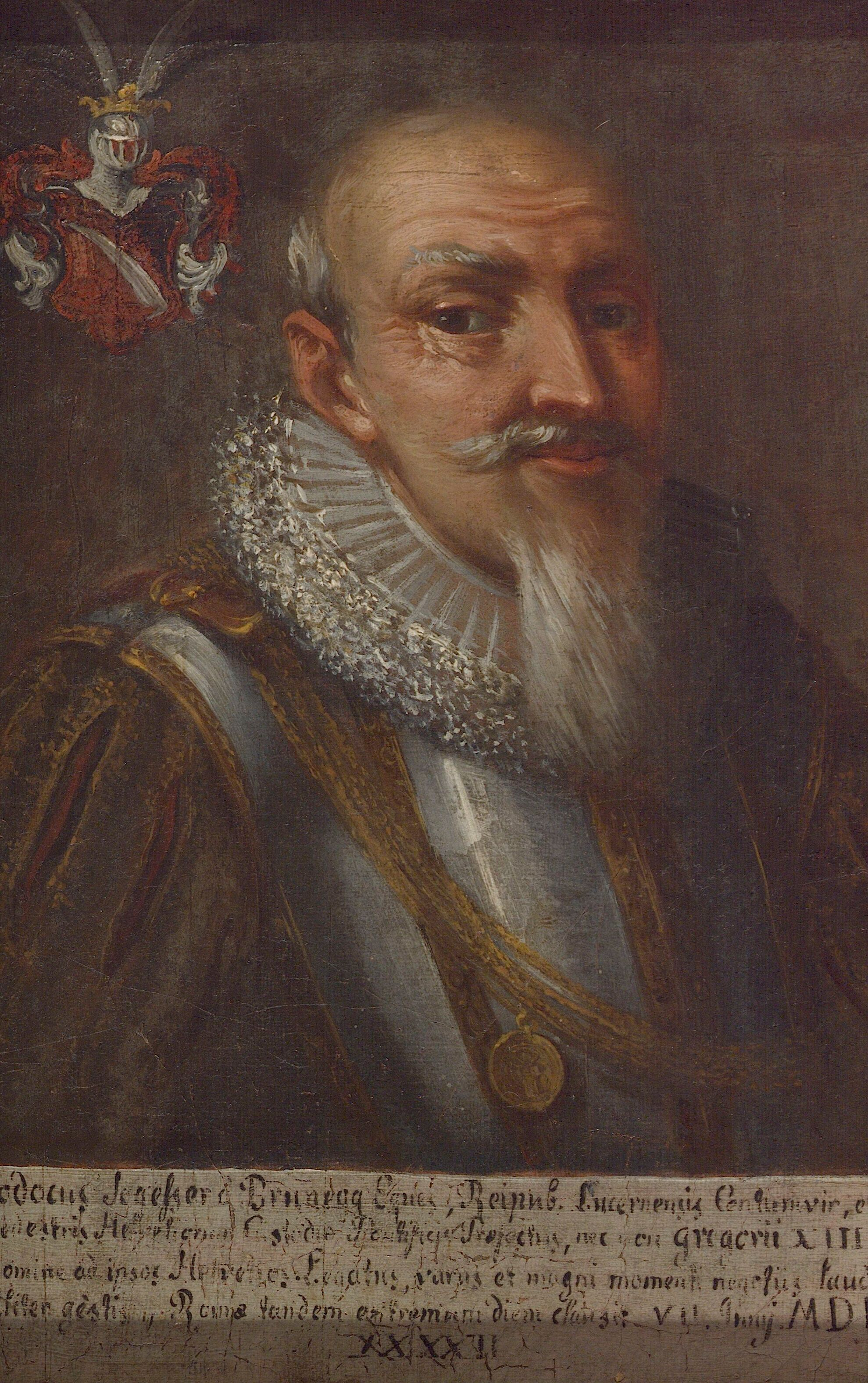
Porträt von Jost Segesser von Brunegg

Jost Segesser von Brunegg (* um 1534 in Mellingen AG; † 8. Juni 1592 in Florenz) war ein Schweizer Militär und Diplomat in Schweizerischen und päpstlichen Diensten, u. a. als Generaloberst aller Schweizertruppen des Kirchenstaates.

## Leben
Jost (I.) Segesser von Brunegg gehörte zur von seinem Vater Hans Ulrich (IV.) begründeten jüngeren Luzerner Linie des Schweizer Ministerialengeschlechts Segesser von Brunegg, das seinen Stammsitz in Mellingen hatte.
Am 25. Mai 1543 wurde er, da er beim Tod seines Vaters noch minderjährig war, mit Bernhard Segesser, Obervogt zu Kaiserstuhl, bevormundet. Erzogen wurde er mit seinem Bruder Albrecht Segesser durch den Gardehauptmann Jost von Meggen in Rom, den er während dessen Abwesenheit mit seinem Bruder als Statthalter des Gardehauptmanns vertrat. 1559 wurde er Ehrenbürger von Luzern, 1559 von Papst Pius IV. gemeinsam mit seinem Bruder Albrecht zum Kommandanten der Schweizergarde in Ravenna ernannt; von 1560 bis 1562 war er allein Gardekapitän in Ravenna. 1566 wurde er von Luzern zum Kommandanten der Schweizergarde in Rom ernannt und durch Papst Pius V. bestätigt. Im selben Jahr wurde er auch Ritter vom Goldenen Sporn und Mitglied des Großen Rats von Luzern.
Ende 1567 oder Anfang 1568 erwarb er Schloss und Herrschaft Baldegg von seinem Bruder Albrecht. 1570 war er Gesandter des Papstes bei den VII eidgenössischen Orten. 1573 bis 1574 führte er die Verhandlungen mit dem Jesuitenorden, die zur Gründung des Jesuitenkollegs in Luzern führten. 1575 wurde er als päpstlicher Geschäftsträger (Legat) bei den VII Orten beglaubigt, 1577 beromünsterscher Amtmann zu Wangen. 1578 war er für kurze Zeit wieder in Rom; im selben Jahr baten die VII Orte Papst Gregor XIII., ihnen keinen Nuntius, sondern Segesser als Geschäftsträger zurückzuschicken, was mit Beglaubigungsbreve vom 8. Oktober 1578 geschah. Am 18. Oktober 1578 wurde er zum Familiaren seiner Heiligkeit (familiaris Suae Sanctitatis) ernannt. 1579 löste ihn Giovanni Francesco Bonomi als Nuntius ab.
1575 bis 1578 verwaltete Albrecht Segesser die päpstliche Garde, 1578 bis 1580 Leutnant Hieronymus von Hertenstein. 1580 war Jost Segesser luzernischer Gesandter beim Bundesschwur der VI Orte mit dem Bischof von Basel. Vom 31. März 1580 bis zu seinem
Tod war er als ständiger Gesandter der VII Orte beim Heiligen Stuhl beglaubigt. 1582 erhielt er von Kardinal Markus Sittikus von Hohenems die Erbschenkenwürde des Bistums Konstanz als Erblehen. 1582, 1587, 1588, 1590 war er Gesandter der Eidgenossen an die Höfe von Florenz und Mantua. Am 10. April 1587 ernannte ihn Papst Sixtus V. zum Generalobersten aller Schweizertruppen des Kirchenstaates. 1592 übergab er das Kommando über die Garde seinem Sohn Stephan Alexander und starb am 8. Juni 1592 auf der Heimreise in Florenz, wo ihn der Grossherzog feierlich in der Basilica di San Lorenzo beisetzen liess.
Ritter Jost Segesser war einer der bedeutendsten Schweizer seiner Zeit, einer der herausragendsten Förderer der katholischen Gegenreformation. Unter ihm erreichte die Schweizergarde den Glanzpunkt politischer Bedeutung. Am päpstlichen und
florentinischen Hof stand er in höchster Gunst und Ansehen. Er war außerdem der Herausgeber der Peregrinatio Hierosolymitana des Jost von Meggen, seines Vorgängers in der Gardehauptmannstelle und Vormundes (gedruckt
in Dillingen 1580) und der Verfasser eines Wappenbuches.